# Achille Compagnoni
Achille Compagnoni (Santa Caterina di Valfurva, 26 de setembre de 1914 – Aosta, 13 de maig de 2009) va ser un alpinista i esquiador italià. Juntament amb Lino Lacedelli, el 31 de juliol de 1954 va fer el cim del K2, convertint-se en els primers alpinistes en aconseguir-ho. També és conegut per haver traït els seus companys, el paquistanès Amir Mehdi i l'italià Walter Bonatti, i d'abandonar-los en una situació de perill de mort, amb l'objectiu d'aconseguí el cim el primer.

## Biografia

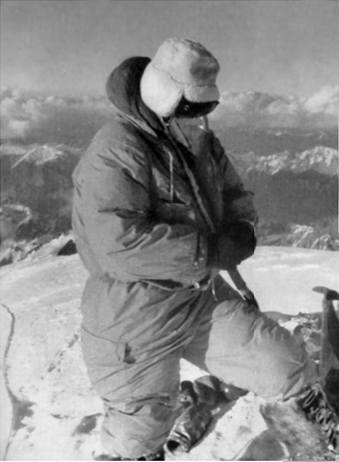
Compagnoni al cim del K2, el 31 de juliol de 1954

Compagnoni va néixer a Santa Caterina di Valfurva, a la província de Sondrio, a la Llombardia.
En l'expedició coronada amb l'èxit del cim del K2, la decisió de Compagnoni d'establir el darrer camp (IX) en un emplaçament més elevat de l'acordat amb anterioritat va ser font de controvèrsia. Compagnoni va defensar-se dient que Walter Bonatti havia utilitzat més oxigen de l'esperat per fer el cim, motiu pel qual es va quedar sense aquell dia. Walter Bonatti ho va negar, quedant net de dubte per un jurat italià el 1964.
Bonatti i l'escalador Hunza Amir Mehdi van pujar fins allí per entregar oxigen a Compagnoni i Lacedilli pel seu intent de fer el cim. Va ser un ascens èpic a causa del pès de les ampolles d'oxigen que carregaven, motiu pel qual els dos homes, a l'arribar, estaven exhausts. Bonatti i Mehdi van arribar, quan es feia fosc, al punt acordat per establir el camp IX, en un coll situat a 7.925 metres d'altitud. No obstant, el camp no hi era. Alarmats, Bonatti i Mehdi van cridar Compagnoni i Lacedilli, que finalment van respondre des d'un punt situat més amunt i a l'esquerra de la muntanya, dient a Bonatti que deixés les ampolles i tornés cap a baix. Bonatti va aconseguir visualitzar la llum provinent del camp dels altres dos escaladors, amb dificultat, a través de la foscor, a uns 600 peus de distància. Bonatti va demanar a Compagnoni i Lacedilli que li permetessin d'afegir-s'hi. De cop, la llum de mà va desaparèixer i, tot i els continuats precs de Bonatti i Mehdi, Compagnoni i Lacedilli no van contestar, sentenciant Bonatti i Mehdi a un bivac molt perillós, a 26.000 peus d'alçada i a l'aire lliure.
Bonatti va exposar que Mehdi no es trobava en condicions de començar el descens de nit de manera segura. Es va quedar al coll amb Mehdi lluitant contra el fred i la neu tota la nit. Aquesta situació va costar els dits a Mehdi. Compagnoni exposa que va canviar el lloc d'acampada per evitar un perillós serac. Tot i així, el seu motiu era, en realitat, evitar que Walter Bonatti arribés al camp i s'afegís a l'equip en l'intent de fer el cim. Bonatti era el que tenia una millor condició física, així com l'opció lògica per escollir qui havia de fer el cim. Si s'hi hagués afegit, segurament hagués pogut fer el cim sense necessitar oxigen suplementari. Si ho hagués fet, qualsevol intent de Compagnoni s'hagués vist eclipsast. Compagnoni, doncs, va intentar impedir que Bonatti arribés a la tenda.
A les 18:10 de l'endemà, Compagnoni i Lino Lacedelli van coronar amb èxit el K2, utilitzant l'oxigen suplementari que Bonatti i Mehdi els havien pujat. El líder de l'expedició, Ardito Desio, en el seu darrer informe, va esmentar el bivac forçat només de passada. El congelament de Mehdi era una vergonya per l'expedició. El govern italià va proveir Mehdi amb una petita pensió per la seva contribució i sacrifici en el primer ascens al K2. Aquest fet és negat pel fill de Mehdi.
El 2004, Lino Lacedelli va confirmar la versió de Bonatti en el seu llibre K2. Il prezzo della conquista (així com en una entrevista a la revista National Geographical Magazine). El 2008, el Club Alpino Italiano va reconèixer oficialment la versió de Bonatti. Walter Bonatti mai es va reconciliar amb Compagnoni.
Achille Compagnoni va morir als 94 anys a Aosta el 13 de maig de 2009.

## Ordes del mèrit italianes
1a Classe / Cavaller de la Gran Creu: Cavaliere di Gran Croce Ordine al Merito della Repubblica Italiana (8,362)